# Yağlı güreş
A yağlı güreş (IPA: /ˈjɑːlɯ ˈɟyrεʃ/), azaz az olajbirkózás Törökország nemzeti sportja, melynek évszázadokra visszatekintő hagyományai vannak. Az 1300-as évek óta Edirnében tartják a Kırkpınar Güreşleri elnevezésű olajbirkózó versenyt. Hasonló az üzbég Kurash-hoz és a tatár Köräş-hez. Az olajbirkózók neve pehlivan, mely perzsa eredetű szó, jelentése hős, bajnok. A pehlivanok állatbőrből készült nadrágot (kisbet/kispet) viselnek, és birkózás közben olívaolajjal locsolják magukat, innen ered a játékok neve.
Az olajbirkózás nem csak sport, de fesztivál is egyben, ahol bárányhúst sütnek és zenével, hastánccal is szórakoztatják a nézőket.

## Szabályok
1975 előtt a pehlivanok akár egy-két napig is küzdhettek reggeltől estig, nem volt időkorlát bevezetve. 1975-ben a mérkőzések idejét a başpehlivan, „fő birkózó” kategóriában 40 percre, a többi kategóriában (deste, küçük, orta és başaltı) 30 percre csökkentették, ha a mérkőzés ideje alatt nem születik győztes, hét perces hosszabbításban pontozással döntenek.
Az olajbirkózásban többféle technikával is lehet győzni. A hagyományos birkózás szabályai szerint a másik mezének megragadása tilos. Az olajbirkózásban a kisbet megragadásával akár győzni is lehet. Ha a kisbetet elég szorosan kötik meg, az ellenfélnek nagyon nehéz megragadnia (a nadrág korca alá nyúlva), éppen ezért ha sikerül, ő a győztes. Győzelmet azzal is el lehet érni, ha a birkózónak sikerül ellenfelét felemelnie a földről és legalább három lépést megtennie vele.

## A művészetekben
Az olajbirkózás a művészetekben is megjelenik, a szultáni palotákban, többek között a Topkapı palotában is láthatóak olyan festmények, melyeken olajbirkózókat örökítettek meg. 1984-ben Zeki Ökten forgatott játékfilmet Pehlivan címmel. Sertab Erener 2003-ban megjelent Here I am című videóklipjében is szerepelnek pehlivanok.